# Tim Krul
Timothy Michael "Tim" Krul, född 3 april 1988 i Haag, är en nederländsk fotbollsmålvakt som spelar för Luton Town och Nederländernas landslag. 

## Klubbkarriär
Krul gjorde sin debut i Premier League när förstemålvakten Steve Harper skadade sig i en match borta mot Everton i september 2010. Tim Krul fick vakta målet i 19 matcher i liga- och cupspel innan Harper kom tillbaka från sin skada. 
Den 24 juli 2018 värvades Krul av Norwich City, där han skrev på ett tvåårskontrakt. I juni 2019 skrev Krul på ett nytt treårskontrakt med Norwich City. I december 2020 skrev han på ett nytt 3,5-årskontrakt med klubben.

## Landslagskarriär
Krul blev den första målvakten som blivit inbytt endast för straffar i VM-sammanhang i fotbolls-VM 2014.